# Mark Ssonko
Mark Ssonko (* 28. November 1978) ist ein ehemaliger ugandischer Fußballschiedsrichterassistent.
Von 2010 bis 2019 stand Ssonko auf der Liste der FIFA-Schiedsrichter und war an der Spielleitung internationaler Fußballspiele beteiligt.
2019 hatte Ssonko seine letzten internationalen Spieleinsätze. Ssonko wurde für den Afrika-Cup 2019 in Uganda nominiert, kam bei dieser jedoch nicht mehr zum Einsatz.
Zudem war Ssonko unter anderem Schiedsrichterassistent bei der U-20-Afrikameisterschaft 2015 im Senegal, bei der U-20-Afrikameisterschaft 2017 in Sambia, bei der U-17-Weltmeisterschaft 2017 in Indien, in der afrikanischen WM-Qualifikation (fünf Einsätze) sowie bei diversen Qualifikations- und Freundschaftsspielen.